# مک‌ریب
مک‌ریب (انگلیسی: McRib) یک غذای فوری ساندویچ گوشت خوک است که به وسیله رستوران زنجیره‌ای مک‌دونالدز در شعب خود در سراسر دنیا ارائه می‌دهد. این ساندویچ شامل کماج (گرد) گندم، گوشت خوک چرخ شده، برش‌های خیار شور، پیاز خردشده و سس می‌باشد. نخستین بار این غذا در سال ۱۹۸۱ میلادی ارائه گردید.